# 包提傑
包提傑（直译：「提摩西·詹姆斯·柏克」，1993年3月3日—），台美混血，退役男子籃球運動員，場上位置為大前鋒。出生於台灣，幼時隨父母移民美國。高中時期兩度隨校隊闖進亞利桑那州準決賽，個人則一次獲選為全州年度第二隊陣容及校隊最有價值球員。大學時先後就讀於加州大學河濱分校、南加利福尼亞先鋒大學，代表校隊競逐國家大學體育協會（NCAA）及國家大學校際運動協會（NAIA）的第一級籃球賽事，在先鋒大學時隨隊贏得一座NAIA冠軍。2016年至2018年效力於台灣超級籃球聯賽富邦勇士，之後一度傳出加盟澳洲職籃二級聯賽，惟因其退役而未果。

## 生平
包提傑出生於台灣，父親是美國人，母親是台灣人，另外還有一個姊姊包喜樂，在台灣居住數年後，全家移民美國亞利桑納州。包提傑與姊姊受籃球校隊教練邀請而加入籃球隊，包提傑高中時期兩度隨隊闖進亞利桑那州準決賽，個人則一次獲選為全州年度第二隊陣容及校隊最有價值球員。當2012年包提傑從高中畢業後，獲得普林斯頓大學、耶魯大學及加州大學河濱分校等多所學校延攬，最終他選擇就讀加州大學河濱分校，並代表校隊競逐NCAA。
包提傑大學一年級球季後段便受傷勢困擾，升上二年級後未有好轉，大二球季共出賽5場，場均取得0.8分、拿下1.4籃板，後來在2013年將升上三年級時轉學至南加利福尼亞先鋒大學，並從NCAA系統轉至NAIA系統。翌年，包提傑場均取得3.8分、拿下3.7籃板，助先鋒大學贏得NAIA小型學院聯賽冠軍。
2016年包提傑從大學畢業後，獲得台灣超級籃球聯賽桃園璞園建築、裕隆納智捷及富邦勇士三支球隊延攬，並與富邦勇士簽訂兩年合約。在富邦效力兩年後，包提傑計畫與姊姊一同轉戰澳洲，準備加盟澳洲二級聯賽球隊，然而在加盟前他決定赴美國研習健身專業課程，並在當地擔任私人健身教練。

## 外部連結
- 包提傑在Sports-Reference.com（NCAA）（英语）
- 包提傑在Eurobasket.com（球員）（英语）
- 包提傑在Eurobasket.com（球員）（英语）
- 包提傑在Proballers（英语）
- 包提傑在RealGM（英语）